# Hamanaka
Hamanaka (浜中町, Hamanaka-chō) est un bourg du district d'Akkeshi, situé dans la sous-préfecture de Kushiro, sur l'île de Hokkaidō, au Japon.

## Géographie

### Démographie
Au 31 mars 2015, la population de Hamanaka s'élevait à 6 228 habitants répartis sur une superficie de 423,63 km2.

### Climat
| Mois                                             | jan.       | fév.     | mars       | avril      | mai       | juin      | jui.      | août      | sep.      | oct.      | nov.      | déc.      | année     |
| ------------------------------------------------ | ---------- | -------- | ---------- | ---------- | --------- | --------- | --------- | --------- | --------- | --------- | --------- | --------- | --------- |
| Température minimale moyenne (°C)                | −11,2      | −11,7    | −6,7       | −1,6       | 3,2       | 7,8       | 12        | 14,3      | 11,5      | 4,8       | −1,8      | −8,1      | 1,1       |
| Température moyenne (°C)                         | −5,3       | −5,3     | −1,4       | 3,3        | 7,6       | 11        | 14,9      | 17,3      | 15,7      | 10,4      | 3,9       | −2,6      | 5,8       |
| Température maximale moyenne (°C)                | −0,8       | −0,8     | 2,8        | 8,1        | 12,5      | 15,1      | 18,6      | 21,1      | 19,9      | 15,3      | 9         | 2,2       | 10,3      |
| Record de froid (°C) date du record              | −25,3 1978 | −26 1978 | −21,4 1986 | −14,2 1984 | −4,7 2001 | −1,5 1979 | 2,5 1983  | 5,1 1993  | 1,1 1992  | −5,2 2016 | −13 2016  | −18 2012  | −26 1978  |
| Record de chaleur (°C) date du record            | 8,7 1980   | 10 1989  | 15,1 2018  | 23,5 2014  | 35,2 2019 | 30,7 2005 | 32,7 2019 | 35,5 2010 | 30,2 2005 | 23,8 2013 | 20,7 1979 | 12,9 2019 | 35,5 2010 |
| Ensoleillement (h)                               | 185,6      | 179,3    | 197,8      | 180,1      | 168,6     | 125       | 106,2     | 117,1     | 146,8     | 170,2     | 164,8     | 165,9     | 1 913,8   |
| Précipitations (mm)                              | 26,2       | 18,5     | 50,1       | 73,1       | 103,2     | 111,7     | 117,3     | 124,2     | 157       | 123,3     | 74,5      | 56,2      | 1 033,3   |
| Nombre de jours avec précipitations              | 6          | 4,5      | 7,5        | 9,3        | 10,7      | 8,9       | 10,3      | 10,9      | 10,7      | 9,1       | 9,2       | 7,7       | 104,3     |
| dont nombre de jours avec précipitations ≥ 10 mm | 0,8        | 0,4      | 1,4        | 2,2        | 3,6       | 3,3       | 3,4       | 3,8       | 4,5       | 3,3       | 2,4       | 1,7       | 30,8      |

| Diagramme climatique                                  |               |             |             |              |              |             |               |             |              |           |             |
| J                                                     | F             | M           | A           | M            | J            | J           | A             | S           | O            | N         | D           |
| −0,8−11,226,2                                         | −0,8−11,718,5 | 2,8−6,750,1 | 8,1−1,673,1 | 12,53,2103,2 | 15,17,8111,7 | 18,612117,3 | 21,114,3124,2 | 19,911,5157 | 15,34,8123,3 | 9−1,874,5 | 2,2−8,156,2 |
| Moyennes : • Temp. maxi et mini °C • Précipitation mm |               |             |             |              |              |             |               |             |              |           |             |